# Institut culturel cri Aanischaaukamikw
L’Institut culturel cri Aanischaaukamikw (en cri : ᐋᓂᔅᒑᐅᑲᒥᒄ ; en anglais Aanischaaukamikw Cree Cultural Institute) rassemble un musée, un centre d’archives, un centre de documentation et de recherche, un centre d’enseignement et un centre culturel, basé à Oujé-Bougoumou, dans le Nord-du-Québec. L’organisme ouvert en 2011 est voué à la recherche et à la mise en valeur de l’histoire et de la culture des cris d’Eeyou Istchee Baie-James.

## Historique
Les discussions sur la fondation de l’Institut culturel débutent dans les années 1990 mais les premières démarches ne se concrétisent qu’en 1998. Pendant 13 ans, plus de 21,5 millions de dollars sont amassés pour la réalisation du projet, ces fonds viennent notamment de dons de compagnies, d’entités cries, du gouvernement, de familles et d’individus. Des protocoles d’ententes ont aussi été signés entre Aanischaaukamikw et d’autres établissements d’envergure comme le Musée canadien de l’histoire (anciennement «Musée canadien des civilisations»). La construction du bâtiment débute en 2009 et est achevée en 2011. L’Institut culturel cri Aanischaaukamikw ouvre officiellement ses portes au public en novembre de la même année.  En 2022, l’Institut culturel procède à une refonte de son site web et met en ligne une visite virtuelle de ses installations.
La mission de l’Institut culturel Cri Aanischaaukamikw est d’entretenir, de partager, de recueillir, de pratiquer et de célébrer la culture crie. L’institut se veut également de partager l’histoire, la musique, les légendes et les objets utilisés par la Nation crie d’Eeyou Istchee Baie-James, ainsi que de témoigner de la relation entre les cris et le territoire.

## Architecture

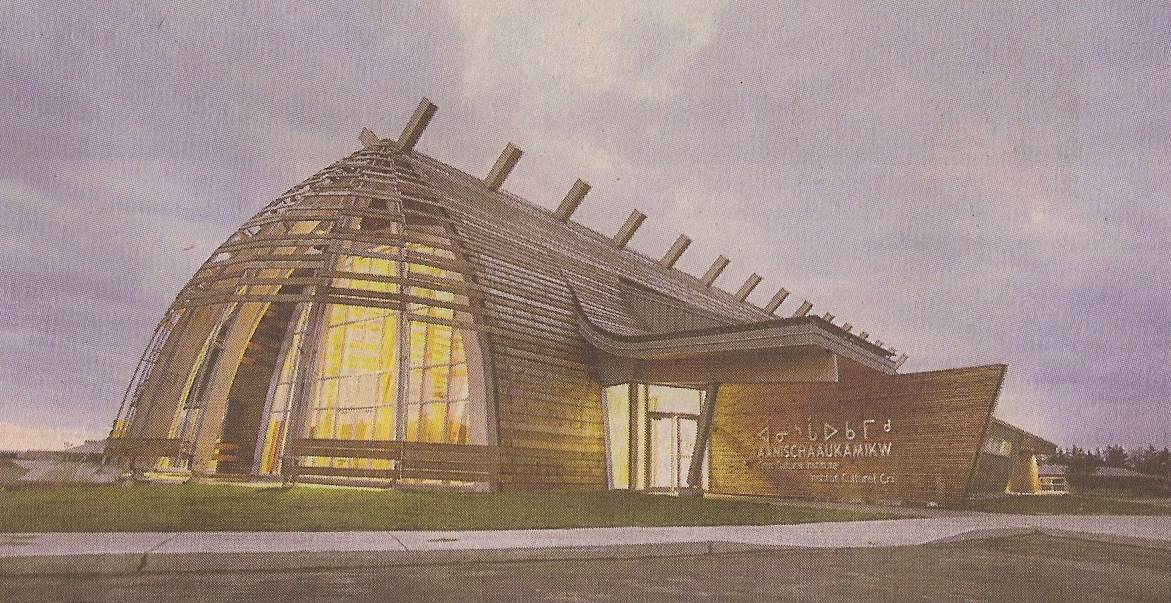
L'institut culturel en 2011.

La structure du bâtiment hébergeant l’institut s’inspire du sabtuan traditionnel cri, la maison longue, et d’une cage thoracique d’animal. Le projet est mené par les architectes Douglas Cardinal et Rubin Rotman. L’étage supérieur est un grand espace vitré doté d’un toit courbé soutenu avec des poutres d’épinettes lamellé-collé qui font aussi partie de la structure du toit. La position du musée en plein milieu du village d’Oujé-Bougoumou et ses multiples fenêtres rappellent les aspects de la maison longue traditionnelle crie. Les architectes se sont concentrés sur le développement d’un bâtiment utilisant l’énergie durable, le musée utilise un système de refroidissement et chauffage géothermique, son orientation et géométrie pensée pour minimiser l’utilisation d’énergie contribue grandement à l’empreinte compacte. Ces détails ont permis à Aanischaaukamikw d’obtenir la certification LEED Argent et d’être reconnu en tant que musée de catégorie “A”, le niveau le plus important quant aux conditions environnementales. L'institut intègre un vitrail réalisé par l'artiste cri Tim Whiskeychan.

## Collections
La collection de l’Institut culturel Cri Aanischaaukamikw compte des documents d’archives, des œuvres d’art, des biens matériels et immatériels témoignant de la culture crie d’Eeyou-Istchee. La collection du musée est séparée en deux parties, la collection principale étant permanente est composée d’objets et de documents de grande valeur, et la collection vivante est composée d’objets et de documents présentés au public ou utilisés à des fins éducatives. En 2021, le musée, en partenariat avec le musée de Lachine, procède au rapatriement d’un capuchon perlé ayant appartenu à Jane Gunner de Mistissini, une des dix communautés cries d’Eeyou-Istchee.

## Prix et distinctions
Exposition itinérante Footprints: A Walk Through Generations :
- 2018 : Prix d'histoire du Gouverneur général pour l'excellence dans les musées ;
- 2018 : Prix de l’Association des musées canadiens pour réalisations exceptionnelles en expositions, volet Patrimoine culturel.

## Filmographie
- 2014 : Aanischaaukamikw. Le gardien des traditions. La Fabrique culturelle, Télé-Québec[8].